# Aa rosei
Aa rosei је врста из рода орхидеја Aa из породице Orchidaceae, ендемска је врста у Перуу. Први пут ју је описао 1922. године, Oakes Ames.